# Die Geisha (Operette)

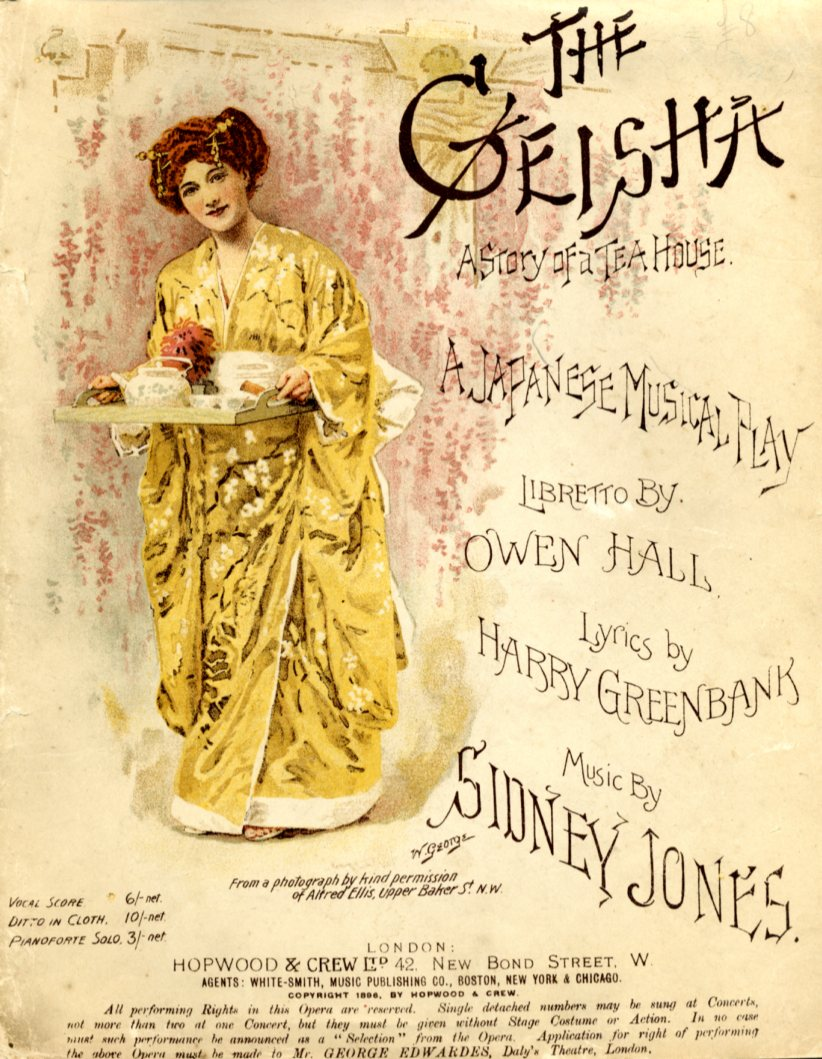
Notenblatt-Cover, 1898

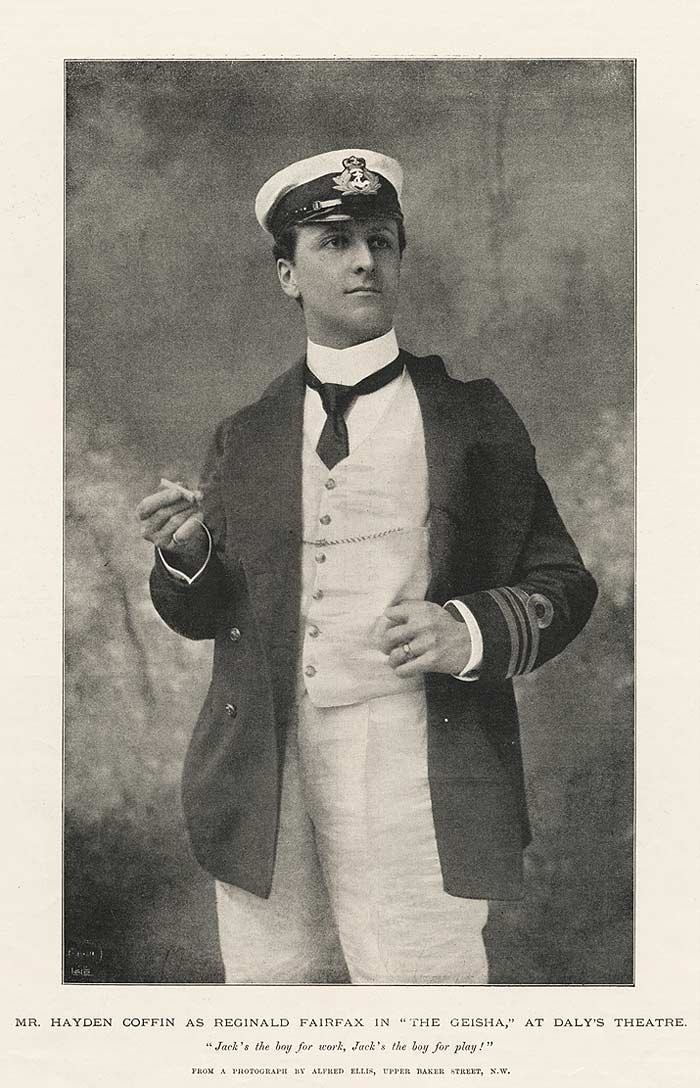
C. Hayden Coffin als Reginald Fairfax

Die Geisha ist eine englische Operette in zwei Akten von Sidney Jones. Der ursprüngliche Text stammt von Owen Hall. Das englische Libretto verfassten Owen Hall und Harry Greenbank. Die Uraufführung war am 25. April 1896 am Daly’s Theatre in London. Die deutsche Fassung stammt von Julius Freund und Curt Max Roehr.

## Orchester
Zwei Flöten, zwei Oboen, zwei Klarinetten, zwei Fagotte, vier Hörner, zwei Trompeten, drei Posaunen, großes Schlagwerk und Streicher

## Handlung
Die Operette spielt in einer japanischen Hafenstadt zur Zeit der Uraufführung, also Mitte der 1890er Jahre.

### Erster Akt
Bild: In einem Teehaus
Der britische Marineoffizier Reginald Fairfax ist seit ein paar Wochen in einer japanischen Hafenstadt stationiert, weit weg von seiner Verlobten Molly Seamore. Aus Langeweile besucht er oft ein Teehaus. Dort lernt er die bezaubernde Geisha O Mimosa San kennen und freundet sich mit ihr an. Es dauert nicht lange, bis sich bei Fairfax die freundschaftlichen Gefühle in Liebesgefühle verwandeln. Allerdings trifft seine Sehnsucht nicht auf Gegenseitigkeit; denn O Mimosa San schwärmt nur für Katana, den Kapitän der japanischen Leibwache.
Die vornehme englische Aristokratin Constance Wynn hält sich zurzeit als Touristin in Japan auf. Sie ist mit Molly Seamore befreundet und kennt auch deren Bräutigam Reginald Fairfax. Zu ihrem Entsetzen muss sie feststellen, wie dieser in trauter Zweisamkeit mit der Geisha flirtet. Daraufhin nimmt sie Kontakt mit Molly auf und telegrafiert ihr, sie solle so bald wie möglich nach Japan kommen.
Auch das Herz des Gouverneurs und Polizeipräfekten Imari ist für die schöne Geisha entbrannt. Dass sie in letzter Zeit so oft zusammen mit dem britischen Offizier gesehen wird, macht ihn eifersüchtig. Kraft seines Amtes verfügt er, dass das Teehaus geschlossen wird und zusammen mit allen Geishas versteigert werden soll. Dabei hat er den Hintergedanken, auf diese Weise in den Besitz von O Mimosa San zu kommen. Dies wiederum ruft die Dolmetscherin Juliette auf den Plan, die ihrerseits in Marquis Imari verknallt ist und nur allzu gerne Marquise Imari werden möchte. Sie überredet Lady Wynn, bei der Auktion den Polizeipräfekten zu überbieten und so O Mimosa San zu ersteigern. Der Plan gelingt.
Marquis Imari ersteigert dafür die zweite Geisha, die zum Verkauf ansteht. Sie trägt den Namen Roli Poli und scheint erst seit kurzem ihren Dienst im Teehaus zu versehen, denn allen kommt das Mädchen gänzlich unbekannt vor. In Wahrheit ist es Molly Seamore, die Braut des englischen Seeoffiziers. Sie hat sich nur als Geisha verkleidet, um sich besser ins Teehaus einschleichen zu können und um herauszufinden, was an den Gerüchten über ihren Verlobten stimmt.

### Zweiter Akt
Bild: In einem Palast
Als Roli Poli alias Molly feststellt, dass der Marquis die Hochzeit mit ihr vorbereitet, bereut sie ihr falsches Spiel und sucht nach einem Ausweg, um die verfahrene Situation zu retten. Sie bittet die Dolmetscherin Juliette, mit ihr die Kleider zu tauschen. Damit rennt Molly bei Juliette offene Türen ein, sieht diese mit Freuden den Augenblick nahen, dass sich ihr sehnlichster Wunsch doch noch erfülle. Nachdem die Damen die Kleider getauscht haben, gelingt es Molly, aus dem Palast zu fliehen. Juliette aber wird mit dem Marquis getraut und ist nun dessen rechtmäßige Frau.
Als Juliette nach der Hochzeitsfeier ihren Schleier fallen lässt, erkennt Imari, dass er hereingelegt worden ist. Seine Enttäuschung währt aber nicht lange, denn rasch findet er großen Gefallen an seiner neuen Frau. Lady Wynn, die O Mimosa San ersteigert hat und nun deren Besitzerin ist, schenkt der Geisha die Freiheit. Überglücklich begibt sie sich gleich zu ihrem geliebten Katana. Natürlich finden sich am Ende der Operette auch Molly und Reginald Fairfax wieder zu einem Paar zusammen. Künftig wollen die beiden zu japanischen Teehäusern und Geishas etwas Abstand wahren.

## Bekannte Lieder
- A Geisha’s Life
- The Amorous Goldfish
- Love, Love
- The Jewel of Asia
- Star of my Soul
- Jack’s the Boy
- Chon-Kina
- The Interfering Parrot
- The Toy Monkey
- Chin-Chin-Chinaman